# San Damián de Checa
San Damian de Checa es una localidad peruana ubicada en la región Lima, provincia de Huarochiri, distrito de San Damián. Se encuentra a una altitud de 3532 m s. n. m. Tiene una población de 1145 habitantes (censo de 1993).
El pueblo de San Damian de Checa fue declarado monumento histórico del Perú el 3 de junio de 1991 mediante el R.J.N.º 782-91-INVT.

## Clima
| Parámetros climáticos promedio de San Damian de Checa | Parámetros climáticos promedio de San Damian de Checa | Parámetros climáticos promedio de San Damian de Checa | Parámetros climáticos promedio de San Damian de Checa | Parámetros climáticos promedio de San Damian de Checa | Parámetros climáticos promedio de San Damian de Checa | Parámetros climáticos promedio de San Damian de Checa | Parámetros climáticos promedio de San Damian de Checa | Parámetros climáticos promedio de San Damian de Checa | Parámetros climáticos promedio de San Damian de Checa | Parámetros climáticos promedio de San Damian de Checa | Parámetros climáticos promedio de San Damian de Checa | Parámetros climáticos promedio de San Damian de Checa | Parámetros climáticos promedio de San Damian de Checa |
| Mes                                                   | Ene.                                                  | Feb.                                                  | Mar.                                                  | Abr.                                                  | May.                                                  | Jun.                                                  | Jul.                                                  | Ago.                                                  | Sep.                                                  | Oct.                                                  | Nov.                                                  | Dic.                                                  | Anual                                                 |
| ----------------------------------------------------- | ----------------------------------------------------- | ----------------------------------------------------- | ----------------------------------------------------- | ----------------------------------------------------- | ----------------------------------------------------- | ----------------------------------------------------- | ----------------------------------------------------- | ----------------------------------------------------- | ----------------------------------------------------- | ----------------------------------------------------- | ----------------------------------------------------- | ----------------------------------------------------- | ----------------------------------------------------- |
| Temp. media (°C)                                      | 8.1                                                   | 8                                                     | 8.2                                                   | 8.2                                                   | 7.8                                                   | 7.6                                                   | 7.6                                                   | 8.2                                                   | 8.3                                                   | 8.2                                                   | 8.2                                                   | 8.2                                                   | 8.1                                                   |
| Fuente: Accuweather                                   |                                                       |                                                       |                                                       |                                                       |                                                       |                                                       |                                                       |                                                       |                                                       |                                                       |                                                       |                                                       |                                                       |